# Hans Rosling
Hans Rosling (Upsala, Suecia; 27 de julio de 1948-ibíd., 7 de febrero de 2017) fue un médico sueco, que se desempeñaba como profesor de salud internacional en el Karolinska Institutet y director de la Fundación Gapminder, que desarrolló el sistema Trendalyzer. De 1967 a 1974 estudió estadística y medicina en la Universidad de Upsala y en 1972, salud pública en St John's Medical College de Bangalore. Se licenció como médico en 1976 y de 1979 a 1981 trabajó como oficial médico del distrito en Nacala, en el norte de Mozambique. Realizó presentaciones alrededor del mundo, incluyendo varias Charlas TED, en las cuales promovió el uso de los datos para explorar cuestiones sobre desarrollo.

## Investigación
El 21 de agosto de 1981, Rosling descubrió el surgimiento de una enfermedad paralizante y la investigación que realizó sobre ella le reportó un doctorado en la Universidad de Upsala en 1986. Pasó dos décadas estudiando esta enfermedad en áreas remotas de África y dirigió más de diez tesis doctorales.
Su grupo de investigación dio el nombre de Konzo a esta enfermedad, el nombre de la primera aldea afectada. Esta enfermedad afectaba a personas en poblaciones rurales africanas que mantenían una dieta a base de yuca no procesada adecuadamente, por lo que al hambre y a la malnutrición se le sumaban los efectos de una peligrosa ingesta excesiva de cianuro.
Rosling estudió los vínculos entre desarrollo, agricultura, pobreza y salud en África, Asia e Iberoamérica. Fue consejero de la OMS, UNICEF y otras agencias de ayuda humanitaria. En 1993 fue uno de los iniciadores de Médicos Sin Fronteras en Suecia. En el Karolinska Institutet lideró la División de Salud Internacional, IHCAR, de 2001 a 2007. Como director del Karolinska International Research and Training Committee (1998-2004) inició una serie de colaboraciones con universidades en Asia, África, Oriente Medio e Iberoamérica. Impulsó nuevos cursos en Salud Global y es coautor de un libro de texto en la materia en la que se incide en la necesidad de mantener una visión del mundo basada en los datos.

## Fundación Gapminder
Rosling fue el cofundador de la Fundación Gapminder junto con su hijo, Ola Rosling y nuera Anna Rosling Rönnlund. Gapminder desarrolló Trendalyzer, un programa para convertir series estadísticas en gráficos interactivos con el objetivo de promover una visión del mundo basada en hechos y datos a través de la comprensión de información estadística pública.[cita requerida]Las animaciones interactivas pueden descargarse de la página de la fundación.
El 16 de marzo de 2007, Google adquirió Trendalyzer para avanzar en su desarrollo. Desde entonces, Google ha hecho público su Motion Chart
Google Gadget.

## Selección de obras
- Lindstrand A, Bergtröm S, Rosling H, Rubensson B, Stenson B, Tylleskär T (2006). GLOBAL HEALTH an introductory textbook Lund: Studentlitteratur ISBN 978-91-44-02198-0